# Alula Australis

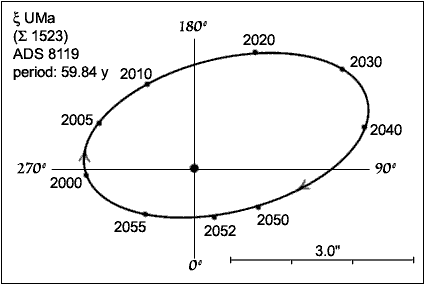
Órbita proyectada de Alula Australis A y B.

Alula Australis (ξ Ursae Majoris / ξ UMa / 53 Ursae Majoris) es una estrella en la constelación de la Osa Mayor.
La palabra Alula proviene de una frase árabe que significa «el primer salto», mientras que la palabra Australis hace referencia a su posición al sur respecto a Alula Borealis (ν Ursae Majoris).
Se encuentra a una distancia de 27,3 años luz del sistema solar y la estrella conocida más cercana a ella es Gliese 450, a 3,8 años luz. Esta estrella es medianamente fácil de divisar cerca del límite de visibilidad al norte desde el hemisferio sur en el mes de abril.

## Historia de su observación
Alula Australis es una estrella múltiple con un profundo interés histórico.
Si bien Mizar (ζ Ursae Majoris) fue la primera estrella doble conocida, Alula Australis fue la primera estrella doble en donde se supo que las componentes estaban físicamente unidas, cuando William Herschel observó que orbitaban entre sí.
Asimismo, fue la primera binaria visual para la cual se calculó su órbita, tarea llevada a cabo por Félix Savary en 1828.

## Características del sistema
El sistema consta de al menos cinco componentes, siendo las estrellas principales dos binarias, que reciben el nombre de Alula A y Alula B.
La componente principal de Alula A, denominada Alula Aa (HD 98231 / HR 4375), es una enana amarilla de tipo espectral G0V, casi gemela al Sol, con magnitud aparente +4,33.
Tiene una temperatura efectiva de 5927 ± 25 K y es un 10 % más luminosa que el Sol.
Su radio es un 4 % más grande que el radio solar y posee aproximadamente la misma masa que nuestra estrella.
El período orbital de la estrella que la acompaña, Alula Ab, es de 1,833 años.
Esta última se mueve en una órbita excéntrica que hace que la distancia respecto a Alula Aa varíe entre 0,8 y 2,6 UA.
Parece ser que es una tenue enana roja —posiblemente de tipo M3— de 0,5 masas solares.
Alula B, la otra binaria, está dominada también por una enana amarilla, Alula Ba (HD 98230 / HR 4374). De tipo G5V, su magnitud aparente es +4,80.
Tiene una temperatura aproximada de 5720 K y su luminosidad equivale al 72 % de la luminosidad solar.
Su radio y masa son, respectivamente, un 10 % y un 2 % menores que los del Sol.
A su alrededor gira una compañera muy cercana —a una distancia de 0,06 UA— en una órbita circular cuyo período es de 3,98 días; puede ser una enana marrón, una enana roja e incluso una enana naranja.
Por otra parte, datos astrométricos indican la posible existencia de una tercera acompañante en este subsistema.
Las dos binarias —cuya órbita fue la resuelta por Félix Savary— se hallan separadas entre sí por una distancia media de 21,2 UA.
La notable excentricidad orbital hace que la separación entre ellas varíe entre 29,6 y 13,4 UA; el último periastro tuvo lugar en 1955.
Su período orbital es de 59,878 años.

## Enana marrón acompañante
En 2012 se descubrió una enana marrón asociada al sistema Alula Australis, cuya separación proyectada es de 4100 UA.
Llamada provisionalmente WISE J111838.70+312537.9 —las siglas WISE provienen del telescopio espacial Wide-field Infrared Survey Explorer con el que se descubrió—, es una fría enana marrón de tipo T8.5.
La luminosidad infrarroja y el color de este objeto sugieren que su masa se extiende desde 28 hasta 58 veces la masa de Júpiter, dependiendo de la edad del sistema.
Dada la complejidad de Alula Australis, se ha especulado que WISE J111838.70+312537.9 podría ser una componente expulsada que, en el pasado, se hallaba más estrechamente ligada al sistema.
Ello explicaría la ceñida órbita de la binaria Alula Bab.
Considerando un período orbital del orden de 100 000 años, se espera que la excentricidad de la órbita pueda ser medida en el futuro.
Desde la perspectiva de la enana marrón, Alula A y B aparecerían separadas en el cielo 15 minutos de arco.
Cada una de ellas brillaría con magnitud aparente -9, unas 100 veces más brillantes que Venus visto desde la Tierra.

## Edad y variabilidad
El sistema Alula Australis exhibe la mitad de la metalicidad del Sol ([Fe/H] = -0,29).
Este bajo contenido metálico así como la baja actividad cromosférica de Alula Aa sugiere que tiene una edad comparable a la del Sol, pero en cualquier caso superior a 2000 millones de años.
El sistema está catalogado como variable RS Canum Venaticorum con una variación de brillo de 0,01 magnitudes.